# Motumotua bicincta
Motumotua bicincta är en insektsart som först beskrevs av Walker 1870.  Motumotua bicincta ingår i släktet Motumotua och familjen Ricaniidae. Inga underarter finns listade i Catalogue of Life.